# 벽세포

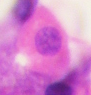

벽세포(Parietal cell)는 염산(HCl)과 내인자를 분비하는 위의 상피 세포이다. 이 세포는 위 안저 및 위 신체 부위의 내벽에서 발견되는 위샘에 위치한다. 염산이 위장으로의 능동수송에 의해 분비되는 광범위한 소관 분비망을 아우른다. 수소-칼륨 ATP가수분해효소(H+/K+ ATPase)는 벽 세포에 고유하며 약 300만 대 1의 농도 구배에 대해 H+를 운반한다. 벽세포는 주로 중앙 및 국소 조절자로부터의 히스타민, 아세틸콜린 및 가스트린 신호를 통해 조절된다.

## 같이 보기
- 소화
- 위 식도 역류병